# Гольдциер, Игнац
И́гнац Го́льдциер (Ицха́к Йегу́да Гольдциер, венг. Goldziher Ignác; 22 июня 1850, Секешфехервар — 13 ноября 1921, Будапешт) — венгерский востоковед, арабист, гебраист, исламовед еврейского происхождения. С 1876 года — член-корреспондент Венгерской АН, с 1897 года — член-корреспондент Петербургской АН (с перерывом в 1916—1919 годах). Один из авторов фундаментальной «Энциклопедии ислама».

## Биография
Родился 22 июня 1850 года в Секешфехерваре.
Высшее образование начал в Будапештском университете, где учился у востоковеда и путешественника Арминия Вамбери. Затем продолжил учёбу в Берлинском университете имени Гумбольдта, Лейденском университете и Лейпцигском университете; проводил исследования в Оксфордском и Кембриджском университете. 
Вернувшись в Венгрию, с 1872 года — приват-доцента, с 1894 года — профессор Будапештского университета. При поддержке министра культуры Йожефа Этвёша за государственный счёт совершил экспедиции в Сирию, Палестину и Египет.
Умер 13 ноября 1921 года в Будапеште.

## Научная деятельность
Представлял историю ислама как эволюцию идей и религиозно-правовых институтов, которым придавал самодовлеющее значение. Выступил в качестве основоположника критической школы в западном исламоведении. Пересмотрел мусульманское предание (сунна) и создал теорию о происхождении хадисов. Наряду с нидерландским исламоведом Христианом Снук-Хюргронье пытался доказать, что большая часть хадисов относится не ко времени Мухаммеда (VII век), а создавалась в течение двух первых столетий существования ислама (VII—IX века).
Большая советская энциклопедия отмечает, что Гольдциер первым стал рассматривать ислам как синкретическую религию, считая существенным влияние на его становление со стороны «других религий, философских идей и юридических норм».
По мнению Гольдциера каждый из народов мусульманского Востока в понятие «ислам» вкладывает свой смысл, который может отличаться от других.
Автор классических трудов по истории ислама, а также арабской филологии, древнееврейской мифологии, по арабскому и древнееврейскому фольклору, ценность которых основывается на том, что Гольдциер использовал большое количество восточных источников. Его работы оказали огромное влияние на развитие исламоведения в Российском империи и СССР.